# Super Robin Hood
Super Robin Hood est un jeu vidéo de plates-formes sorti en 1986 sur Amstrad CPC. Il a été développé et édité par Codemasters.
Le jeu a été porté, sous le nom de Robin Hood: Legend Quest, sur Atari ST, ZX Spectrum, Commodore 64 et Nintendo Entertainment System, entre 1992 et 1993.